# Leucothyreus damasus
Leucothyreus damasus är en skalbaggsart som beskrevs av Ohaus 1918. Leucothyreus damasus ingår i släktet Leucothyreus och familjen Rutelidae. Inga underarter finns listade i Catalogue of Life.